# 林海 (主持人)
林海（1971年12月10日—），中国大陆男主持人，宁波裔上海人。毕业于华东师范大学旅游学系。1994年进入原上海东方广播电台担任音乐节目主持人，后调入中国中央电视台主持《正大综艺》节目。现为上海广播电视台东方卫视中心主持人。

## 生平
林海出生于上海市，父亲是上海人，母亲是浙江宁波人。大学就读于华东师范大学旅游系，在大学就读期间曾选择韩语作为第二进修外语，也曾以客座身份在上海东方广播电台主持晚间音乐节目《娱乐杂志》和《东方风云榜》（值得一提的是，他是《东方风云榜》首任主持人）。1994年毕业后获经济学学士学位，正式担任上海东方广播电台音乐节目主持人及编辑，其后担任原上海有线电视台音乐频道《POP宇宙流》、《第一音乐专题》等栏目编导、主持人，还参与编导、主持“迎香港回归广播音乐会”、“第六届国际广播音乐节激光音乐晚会”等大型活动，2000年升任频道副总监。
1997年3月，林海主持MTV亚洲频道《MTV ENGLISH》节目，同时担任英语翻译。1998年为中国中央电视台《正大综艺》节目外景片配音，2001年1月受邀担任主持人至2010年。
2010年以来，林海开始在东方卫视主持多档以音乐为主题的节目，如《我心唱响》、《声动亚洲》，此前还与周瑾搭档主持《我型我秀》。2013年起担任《中国梦之声》节目主持人，其后担任《女神的新衣》主持人。
2018年9月8日，林海成为周播海派脱口秀《林海秀》的主持人。同年底主持大型歌舞选秀节目中国梦之声·下一站传奇。

## 个人生活
林海前妻为金琳，为央视配音演员，现已离婚。现任妻子为SMG融媒体中心主持人何婕，两人于2007年11月2日在上海万豪大酒店举行婚礼。育有一女，小名“小宝”。

## 作品

### 主持作品
| 年份          | 节目名称                                                                                                | 播出频道                      |
| ------------- | --- | ----------------------------- |
| 1994年-2001年 | 《娱乐杂志》《东方风云榜》《音乐天地》《好莱坞缤纷地带》《娱乐满天星》                                  | 上海东方广播电台（现动感101） |
| 1996年-2001年 | 《POP宇宙流》《第一音乐专题》《音乐时尚》《劲爆榜》《周末乐谈》                                         | 上海有线电视台音乐频道        |
| 2001年-2010年 | 《正大综艺》                                                                                            | 中国中央电视台综合频道        |
| 不详          | 《我型我秀》                                                                                            | 东方卫视                      |
| 2008年-2010年 | 《36.7℃明星听诊会》                                                                                     | 上海娱乐频道（现都市频道）    |
| 2012年-不详   | 《乐来越开心》                                                                                          | 上海娱乐频道                  |
| 2011年至今    | 《我心唱响》《声动亚洲》《中国梦之声》《女神的新衣》《中国梦之声·下一站传奇》《人生加减法》《我们的歌》 | 东方卫视                      |
| 2018年至今    | 《林海秀》                                                                                              | 上海娱乐频道→上海都市频道     |

### 配音作品
- 《在爱的名义下》（1993年）
- 《回首又见他》（1994年）
- 《天堂的金币》（1996年）
- 《流星语》（1999年）
- 《游园惊梦》（2001年）

### 电视剧
- 《极品大作战》（2013年，饰演林如海）

### 嘉宾
- 《阿拉乓乓响》第八期（2015年5月24日，于当期获得“沪语达人”称号）

## 奖项
| 年份   | 奖项                                              | 结果 |
| ------ | ------------------------------------------------- | ---- |
| 1996年 | “中国流行音乐十年回顾”杰出贡献奖                  | 獲獎 |
| 1997年 | 首届全国优秀广播音乐节目主持人评选金奖            | 獲獎 |
| 1997年 | 上海观众投票产生的最受欢迎音乐节目主持人          | 獲獎 |
| 1999年 | 星光奖·文艺类三等奖                               | 獲獎 |
| 1999年 | 金话筒奖铜奖                                      | 獲獎 |
| 1999年 | 上海观众投票产生的最受欢迎音乐节目主持人          | 獲獎 |
| 2000年 | 飞天奖最佳译制片奖                                | 獲獎 |
| 2000年 | 中国广播电视学会译制片一等奖                      | 獲獎 |
| 2001年 | 金话筒提名奖                                      | 提名 |
| 2012年 | SMG名、优、新播音员、主持人评选“优秀”播音员主持人 | 獲獎 |

## 评价
- 新华网评论称：“林海凭借其老练的主持风格和自身的儒雅气质，被观众们亲切地奉为‘新绅士主持人[4]’。”

## 争议
在2013年7月21日播出的第一季《中国梦之声》中，主持人林海宣布学员刘思涵被淘汰时，他在台上说“这个规则证明了这个世界有一点喧嚣”，随后当场怒摔耳机。对此节目组工作人员透露，当晚节目为现场直播，让身为主持人的林海压力非常大，无法承受，因此他怒摔了耳机。而这一做法也引发了SMG领导的批评，导致林海缺席7月28日的节目录制。